# Співак Мар'яна Тимофіївна
Мар'яна Тимофіївна Співак (рос. Марьяна Тимофеевна Спивак; нар. 23 березня 1985, Москва, РРФСР, СРСР) — російська актриса театру, кіно і дубляжу, громадський діяч, режисерка і дикторка. Здобула широку популярність в 2017 році, зігравши головну роль у фільмі Андрія Звягінцева «Нелюбов».

## Біографія
Народилася 23 березня 1985 року в сім'ї актора і режисера Тимофія Співака (1947—2022) і актриси Катерини Васильєвої (нар.. 19 серпня 1961) — виконавиці ролі Олени у фільмі «Вам і не снилося…». Її бабуся по матері Жанна Прохоренко (1940—2011), відома радянська кіноактриса, дід Євген Васильєв (1927—2007) — режисер фільму «Прощання слов'янки».
У 2002 році Мар'яна вступила до школи-студії МХАТ у майстерню Ігоря Золотовицького і Сергія Земцова. У роки навчання грала в навчальних виставах: «Гамлет» (Гертруда) «Безіменна зірка» Мони) «Травнева ніч, або Потопельниця» Ганна), «Три сестри» (Наташа) «З коханими не розлучайтеся» Катя, Козлова, Алфьорова).
В 2006 році Мар'яна закінчила школу-студію з відзнакою і була прийнята в трупу театру «Сатирикон» імені А. Райкіна. У цьому ж році була запрошена асистенткою з майстерності актора на курс Ігоря Золотовицького.

## Особисте життя

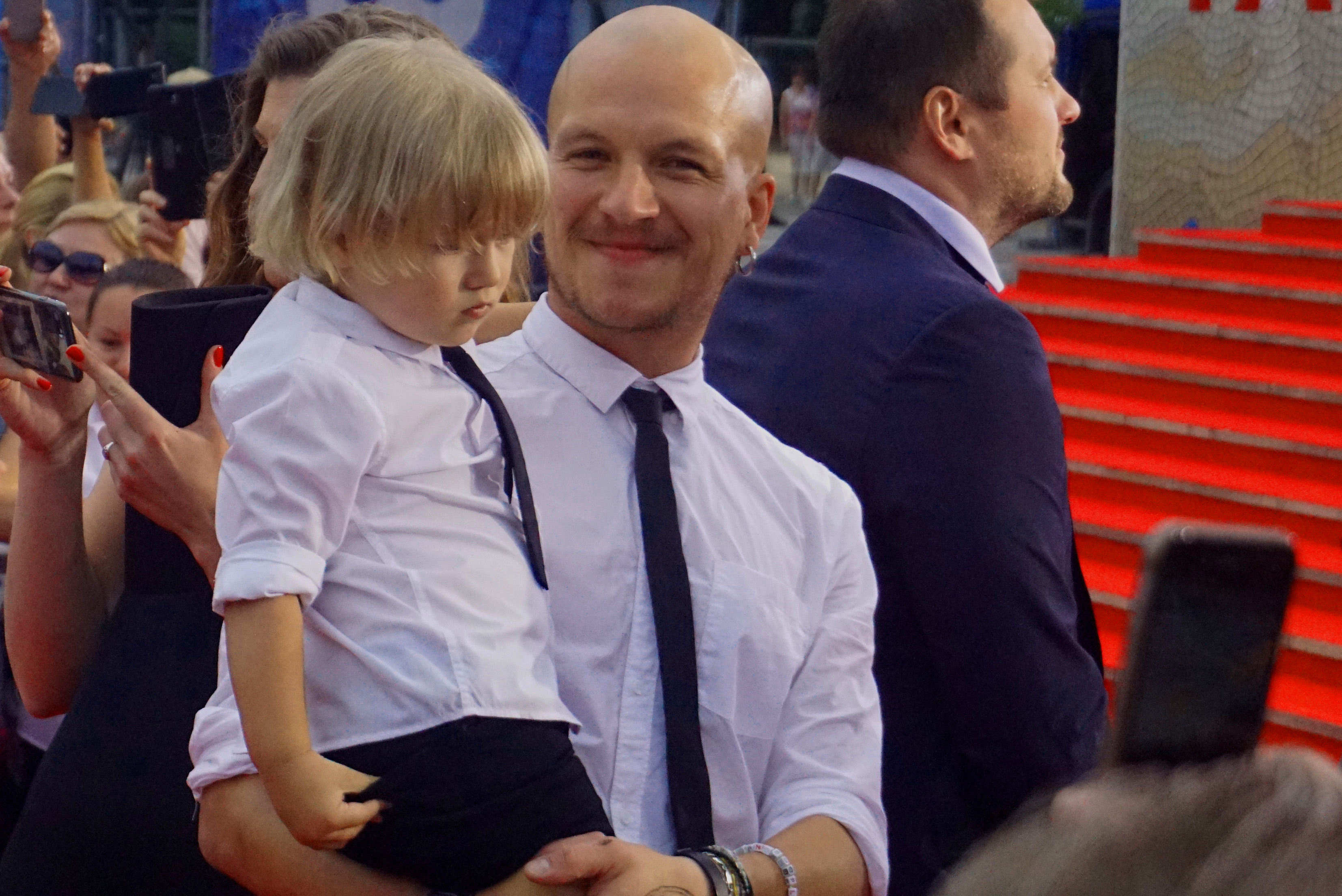
Чоловік і син, Кінотавр 2017

- Перший чоловік — актор Кирило Петров (нар.. 12 червня 1985);
- Другий чоловік — актор Антон Кузнєцов (нар.. 10 липня 1980);
  - син — Григорій Антонович Кузнєцов (нар.. 2015)[1].

## Визнання та нагороди
- Лауреат премії імені Всеволода Меєрхольда (за творчі досягнення в навчанні);
- Лауреат премії «Сузір'я» (за головну жіночу роль);
- Лауреат премії «Golden Unicorn» за головну жіночу роль (фільм «Нелюбов»[1].

## Творчість
- 2010 — «ТріАда», згодом «Інші», (за п'єсою Жана-Поля Сартра «За зачиненими дверима») — Естель
- 2017 — «Сусідки» (за п'єсою Жана Франко) — Марина

### Ролі в театрі
- Театр «Сатирикон» імені Аркадія Райкіна

- - 2004 — «Річард III» — Леді Анна, вдова Едварда, сина короля Генріха IV
  - 2006 — «Король Лір» — Корделія, дочка Ліра[2]
  - 2007 — «Бальзамін» — Мотрона
  - 2008 — «Синє Чудовисько» — Дардане[3]
  - 2009 — «Прибуткове місце» — Анна Павлівна Вишневська[4]
  - 2010 — «Озирнись у гніві» — Олена
  - 2011 — «Чайка» — Махати
  - 2012 — «Маленькі трагедії» — Дона Анна
  - 2013 — «Отелло» — Дездемона
  - 2014 — «Кухня» — Енн
  - 2014 — «Приборкання» — Катаріна

- МХТ імені А. П. Чехова
  - 2005 — «З коханими не розлучайтеся. Ігри та сцени з життя» — Катя[5]

### Фільмографія
| Рік       |    | Назва                    | Роль                                               |    |
| --------- | -- | ------------------------ | -------------------------------------------------- | -- |
| 1991      | ф  | Поки грім не вдарить     | епізод                                             | ру |
| 2001      | ф  | Горе-безталання          | Василіса                                           | ру |
| 2004      | с  | Близнюки                 | Валя                                               | ру |
| 2008      | ф  | Річард III               | леді Анна                                          | ру |
| 2009      | ф  | Про зайця                | знімалася                                          | ру |
| 2010      | ф  | Куля-дура 4              | Таня                                               | ру |
| 2013      | ф  | Син батька народів       | Капітоліна Васильєва, третя дружина Василя Сталіна | ру |
| 2014      | с  | Розумник                 | Фаворова                                           | ру |
| 2015      | кф | Круговий рух             | Люба                                               | ру |
| 2015      | с  | Напарниця                | Лариса (Лара) Войтович                             | ру |
| 2017      | ф  | Нелюбов                  | Женя                                               | ру |
| 2018—2020 | с  | Бюро легенд              | Самара                                             | ру |
| 2019      | с  | Епідемія                 | Ірина, перша дружина Сергія                        | ру |
| 2019      | ф  | Небо вимірюється милями  | Пана Руденко                                       | ру |
| 2019      | с  | Шифр                     | Ірина, математик                                   | ру |
| 2020      | ф  | Яга. Кошмар темного лісу | Юлія                                               | ру |
| 2020      | ф  | Ми                       | А-2248                                             | ру |
| 2020      | ф  | Цой                      | Маріанна Цой                                       | ру |
| 2021      | с  | Медіатор                 | Зоя                                                | ру |

#### Озвучування мультфільмів
- 2009 — 2012 — Шишка — Шишка
- 2011 — 2014 — Кумі-Кумі — Юсі / Шаманка
- 2010 — Слово і слова — закадровий голос
- 2012 — Чепурнас
- 2014 — Білка і Стрілка. Місячні пригоди —  Стрілка '

#### Дублювання
- Похмурі тіні (2012) / роль-Анжеліка (Єва Грін)[6]
- Темний лицар: Відродження легенди (2012) / роль — Селіна Кайл / Жінка-Кішка (Енн Хетеуей)[7]
- Великий Гетсбі (2013) / роль-Джордан Бейкер (Елізабет Дебікі)[8][7]
- 300 спартанців: Розквіт імперії (2014) / роль-Артемісія (Єва Грін)[8][7]
- Сяйво (дубляж 2014 року) / роль-Венді Торренс (Шеллі Дювалл)[9]
- Закатати в асфальт (2019) / роль-Келлі Саммер (Дженніфер Карпентер)[9]
- Любов, смерть і роботи (2019) — Сьюзі («за розломом Орла») / Гейл («Льодовиковий період»"[10]

#### Комп'ютерна гра
- 2014 — Alien: Isolation — Аманда Ріплі[9]
- 2016 — League of Legends — Шая[9]

## Примітка
1. 1 2  Архівована копія. Архів оригіналу за 21 серпня 2021. Процитовано 21 серпня 2021.{{cite web}}:  Обслуговування CS1: Сторінки з текстом «archived copy» як значення параметру title (посилання)
2. ↑  спектакль «Король Лир». Архів оригіналу за 29 травня 2010. Процитовано 2 січня 2010.
3. ↑  спектакль «Синее чудовище». Архів оригіналу за 28 грудня 2009. Процитовано 11 квітня 2010.
4. ↑  спектакль «Доходное место». Архів оригіналу за 26 березня 2010. Процитовано 2 січня 2010.
5. ↑  спектакль «С любимыми не расставайтесь». Архів оригіналу за 4 березня 2012. Процитовано 21 серпня 2021.
6. ↑  Марьяна Спивак: про неполученный “Оскар”, Джонни Деппа и сына, который не бесит. Zima Magazine. 22 березня 2018. Архів оригіналу за 7 березня 2021. Процитовано 21 серпня 2021.
7. 1 2 3  Марьяна Спивак: «Театр позволяет увидеть себя со стороны». Смена. 2014-07. Архів оригіналу за 29 жовтня 2020. Процитовано 21 серпня 2021.
8. 1 2  Марьяна Спивак: не в штампе счастье. Вокруг ТВ. 10 березня 2016. Архів оригіналу за 21 серпня 2021. Процитовано 21 серпня 2021.
9. 1 2 3 4  «Нишу заслуженной стервы российского кинематографа я заняла». Интервью с Марьяной Спивак. Канобу. 18 листопада 2019. Архів оригіналу за 5 березня 2021. Процитовано 21 серпня 2021.
10. ↑  Интервью с Сергеем Чихачёвым для Tavern of Heroes | Озвучка «Любовь, смерть и роботы». Архів оригіналу за 23 листопада 2020. Процитовано 21 серпня 2021.